# Nati nel 1479
| Questa pagina contiene informazioni ricavate automaticamente dalle voci biografiche con l'ausilio del template Bio e di un bot. L'aggiornamento è periodico e automatico e ricostruisce completamente la pagina. Se manca una persona in questa lista, sei pregato di non aggiungerla, ma accertati piuttosto che la sua voce biografica contenga il template Bio e che i dati anagrafici siano correttamente compilati. Se il template Bio manca, inseriscilo tu stesso o, in alternativa, metti l'avviso {{tmp\|Bio}} che ne segnala la mancanza. Se i dati riportati sono sbagliati, correggi direttamente la voce biografica; le modifiche saranno visibili in questa lista entro pochi giorni. Per chiarimenti vedi il progetto biografie. La lista contiene solo le 38 persone che sono citate nell'enciclopedia e per le quali è stato implementato correttamente il template Bio. Pagina aggiornata al 10 ago 2025. |

- 12 marzo - Giuliano de' Medici, duca di Nemours, sovrano e poeta italiano († 1516)
- 20 marzo - Ippolito d'Este, cardinale e arcivescovo cattolico italiano († 1520)
- 25 marzo - Basilio III di Russia, principe russo († 1533)
- 15 aprile - Giovanna d'Aragona, regina italiana († 1518)
- 3 maggio - Enrico V di Meclemburgo-Schwerin, duca tedesco († 1552)
- 5 maggio - Guru Amar Das, scrittore indiano († 1574)
- 12 maggio - Pompeo Colonna, cardinale italiano († 1532)
- 13 giugno - Lilio Gregorio Giraldi, umanista italiano († 1552)
- 15 giugno - Lisa Gherardini, nobildonna italiana († 1542)
- 14 agosto - Caterina di York, nobile britannica († 1527)
- 1º settembre - Ottaviano Riario, condottiero e vescovo cattolico italiano († 1523)
- 17 settembre - Celio Calcagnini, umanista, diplomatico e astronomo italiano († 1541)
- 6 novembre - Giovanna di Castiglia, regina († 1555)
- 6 novembre - Filippo I di Baden, nobile tedesco († 1533)
- 12 dicembre - Leandro Alberti, storico, filosofo e teologo italiano († 1552)
- Antoniotto Adorno, doge († 1528)
- Romolo Balsimelli, architetto e scultore italiano
- Lazzaro Bonamico, umanista e scrittore italiano († 1552)
- Charles de Bovelles, filosofo francese
- Giacomo di Braganza, nobile portoghese († 1532)
- Francesco Chieregati, vescovo cattolico italiano († 1539)
- Johann Cochlaeus, teologo e umanista tedesco († 1552)
- Federico Contarini, militare e politico italiano († 1512)
- Zaccaria Ferreri, vescovo cattolico, monaco cristiano e poeta italiano († 1524)
- Giovanna Piacenza, badessa italiana († 1524)
- Adrien Gouffier de Boissy, cardinale e vescovo cattolico francese († 1523)
- Peter Henlein, orologiaio tedesco († 1542)
- Garcia de Noronha, esploratore e militare portoghese († 1540)
- Diego Sánchez de Badajoz, scrittore portoghese († 1549)
- Angela Sforza, nobile italiana
- Guido Postumo Silvestri, filosofo, poeta e medico italiano († 1521)
- Niccolò Soggi, pittore italiano († 1551)
- Elizabeth Stafford, nobile inglese († 1532)
- Henry Stafford, III conte di Wiltshire, nobile inglese († 1523)
- Giovanni Stewart, conte di Mar, principe scozzese († 1503)
- Gian Niccolò Trivulzio, nobile e condottiero italiano († 1512)
- Vallabha, teologo e filosofo indiano († 1531)
- Francisco de Montejo, esploratore e condottiero spagnolo († 1553)